# حسيب الكيالي
حسيب الكيالي، أديب وقاص وصحفي سوري. ولد في عام 1921 في إدلب في سوريا، وتوفي 6 تموز عام 1993 .
حصل علي الثانوية العامة من مدارس حلب 1944, ودخل معهد الحقوق العربي بدمشق وتخرج بإجازة في الحقوق 1947, كما أرسل في دورة لدراسة الحقوق الإدارية والتدريب بين عامي 52 و1954.
عمل في الصحافة الأدبية منذ 1945, ورأس تحرير المجلة العسكرية بين عامي 50 - 1952, ثم انتدب في قسم التمثيليات بالإذاعة، كما عمل مراقباً للنصوص في تلفزيون دبي.
أبدع في القصة والرواية والمسرحية، إلى جانب الشعر، ونشر أولى قصصه عام 1945.

## دواوينه الشعرية
مسرحية شعرية غنائية بعنوان: الناسك والحصاد 1969.

## تعليمه
حصل على الثانوية العامة من مدارس حلب عام 1944؛ ودخل معهد الحقوق العربي في دمشق، وتخرج بإجازة في الحقوق 1947. كما أرسل إلى باريس في لدراسة الحقوق الإدارية بين عامي 52 و1954.
وقد حصل على درجة الماجستير في الحقوق الإدارية والمسرح ورشحه أستاذه لنيل شهادة الدكتوراه لكن بعثته كانت قد انتهت ولم يستطع إتمام درجة الدكتوراه.

## نتاجه الأدبي
- مع الناس (مجموعة قصصية) بيروت 1952.
- مكاتب الغرام (رواية) بيروت 1958
- أخبار من البلد (مجموعة قصصية) بيروت 1954.
- الناسك والحصاد (مسرحية شعرية غنائية) دمشق 1969.
- أجراس البنفسج الصغيرة (رواية) بيروت 1970.
- رحلة جدارية (مجموعة قصصية) دمشق 1971.
- حكاية بسيطة (مجموعة قصصية) 1972.
- المهر الزاهد (مسرحية) 1973.
- الحضور في أكثر من مكان (مجموعة قصصية).
- تلك الأيام (مجموعة قصصية) 1978.
- في خدمة الشعب (مسرحية) 1978.
- المطارد (مجموعة قصصية).
- ماذا يقول الماء (مسرحية) 1986
- قصة الأشكال (مجموعة قصصية) 1991.
- حكايات ابن العم (مجموعة قصصية) 1991.
- نعيمة زعفران (مجموعة قصصية) 1993.